# Escórpora de Loppe
L'escórpora de Loppe (Scorpaena loppei) és una espècie de peix pertanyent a la família dels escorpènids.

## Descripció
- Fa 15 cm de llargària màxima.[4][5]

## Alimentació
Menja principalment crustacis.

## Hàbitat
És un peix marí, demersal i de clima subtropical que viu entre 50-200 m de fondària.

## Distribució geogràfica
Es troba a l'Atlàntic oriental: el Marroc, Mauritània, Portugal, la costa atlàntica de l'Estat espanyol, Xipre i la Mediterrània.

## Observacions
És inofensiu per als humans.